# Kevin Scott Greer
Pour les articles homonymes, voir Greer.
Kevin Scott Greer est un acteur américain né le 12 décembre 1975 à Decatur, Illinois (États-Unis).

## Filmographie
- 1998 : I Do : Nightclub Dancer
- 1999 : Collège attitude (Never Been Kissed) : High School Student
- 1999 : Hypnose (Stir of Echoes) : Party Goer (featured bit)
- 1999 : Love and Action in Chicago (en) (vidéo) : Trendy Restaurant Patron
- 2002 : Joshua : Parishioner
- 2003 : Company (The Company) : Ballet Fan
- 2006 : Scare Me : Audience Member #4 (question 4)
- 2006 : 5-25-77 : Tony (Body Double)